# Янко Братанов
Янко Иванов Братанов е български лекоатлет и треньор. От 1992 г. работи като треньор по лека атлетика в Доха (Катар).
На европейското първенство по лека атлетика в зала в Мюнхен през 1976 г. става европейски шампион на 400 м. с препятствия с нов европейски рекорд в дисциплината с резултат 47,79 сек.
Финалист е на две олимпиади Монреал 1976 г., където се класира на 6 място и Москва 1980 на 8-о място.
Той е петкратен републикански шампион в дисциплината 400 м. с препятствия през 1972, 1973, 1974, 1978 и 1979 година. В шампионатите на закрито е шампион от 1974 и 1975 година.
Известен е и като колекционер на картини от известни български художници.
Синът му Иво Братанов е тенисист, един от най-успешните състезатели на отбора на България за Купа Дейвис.